# Castillo de Salses
El castillo de Salses, hoy Museo de Historia de Salses, se encuentra al norte de la villa de Salses, al pie de los Corbières, vigilando la llanura del Rosellón y el antiguo camino que discurría entre Perpiñán y Narbona, siguiendo la antigua Vía Domitia.

## Historia
Es mencionado por primera vez en un documento del año 1047, perteneciendo por entonces a los condes del Rosellón. Pero Alfonso II de Aragón, que había heredado el condado del Rosellón y, por tanto, el castillo de Salses, encargó al abad de La Grassa (o Lagrasse) la fundación, en el lugar ocupado por la antigua villa de Salses, de un nuevo pueblo, al que concedería franquicias y privilegios.

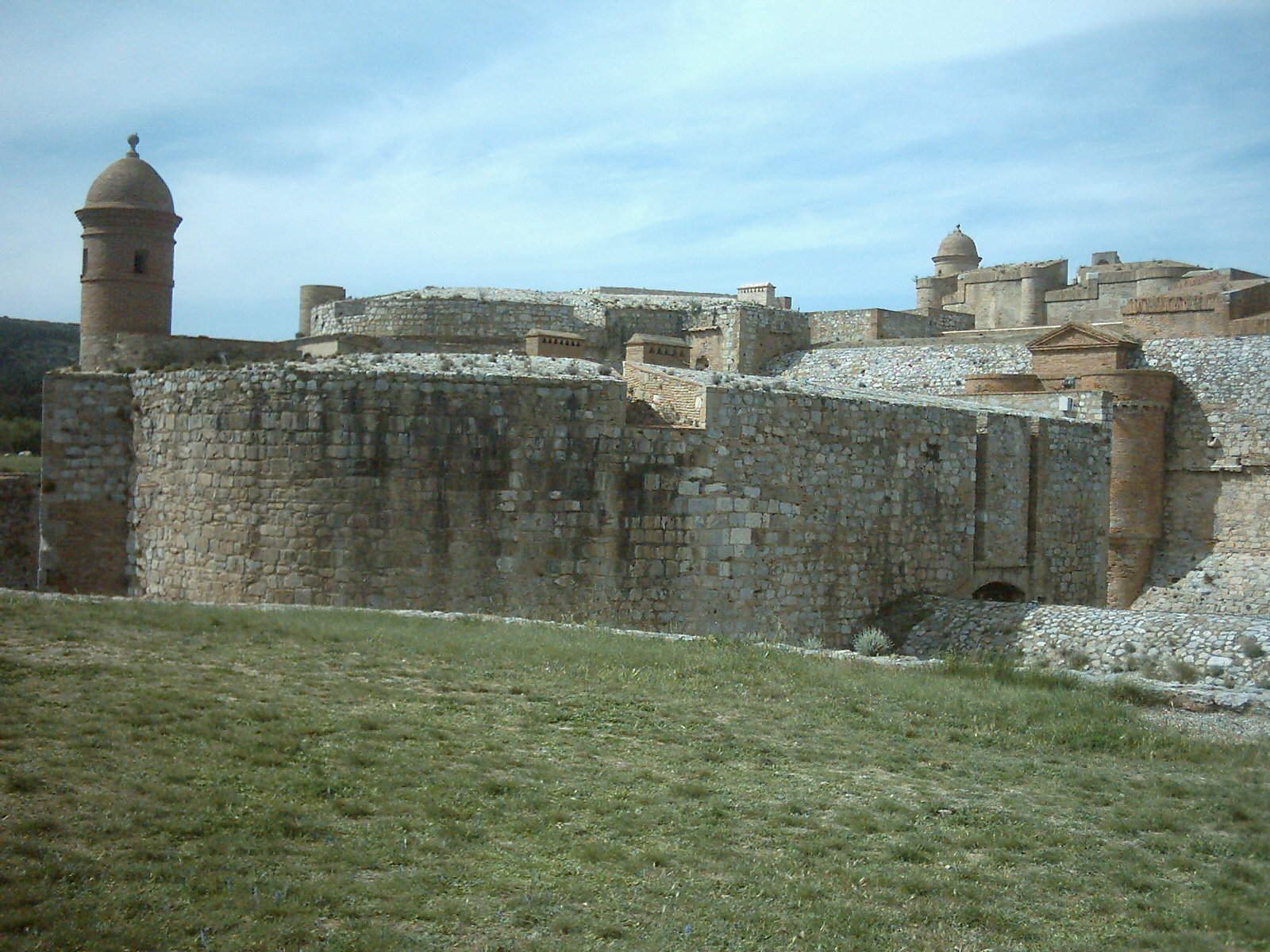
Castillo de Salses.

En 1285 resistió heroicamente, pero en vano, a los cruzados de Felipe III de Francia durante la cruzada contra la Corona de Aragón convocada por el papa Martín IV.
Para la actual fortaleza, construida entre 1497 y 1503, el constructor castellano Francisco Ramiro López se inspiró en la tradición de los castillos de Castilla, incorporando todos los avances respecto de la artillería de la época, lo que se traduce en el hundimiento en el suelo y en el uso de baluartes capaces de resistir la tecnología artillera de principios del siglo XVI, para lo que contó con grandes medios. El plano es rectangular, de 115 x 90 metros, repartido en tres espacios concéntricos y protegido por un foso de 15 metros de anchura y 7 de profundidad.
En el interior del recinto hay una plaza de armas, la casa del gobernador, la capilla (consagrada a San Sebastián, austera, con frontón y pilastras en el altar), la prisión, las cuadras y el palacio real.
La construcción del nuevo castillo fue ordenada por Fernando el Católico para reforzar la frontera de Cataluña frente al reino de Francia. Anteriormente, en 1496, el antiguo castillo y la villa habían sido arrasados y saqueados por tropas francesas al mando del mariscal de Saint-André.
Las obras finalizaron en 1505, pero durante el reinado de Carlos V, en que se convirtió en un punto clave en los constantes enfrentamientos militares con Francia, se le dotó de nuevas e importantes defensas.

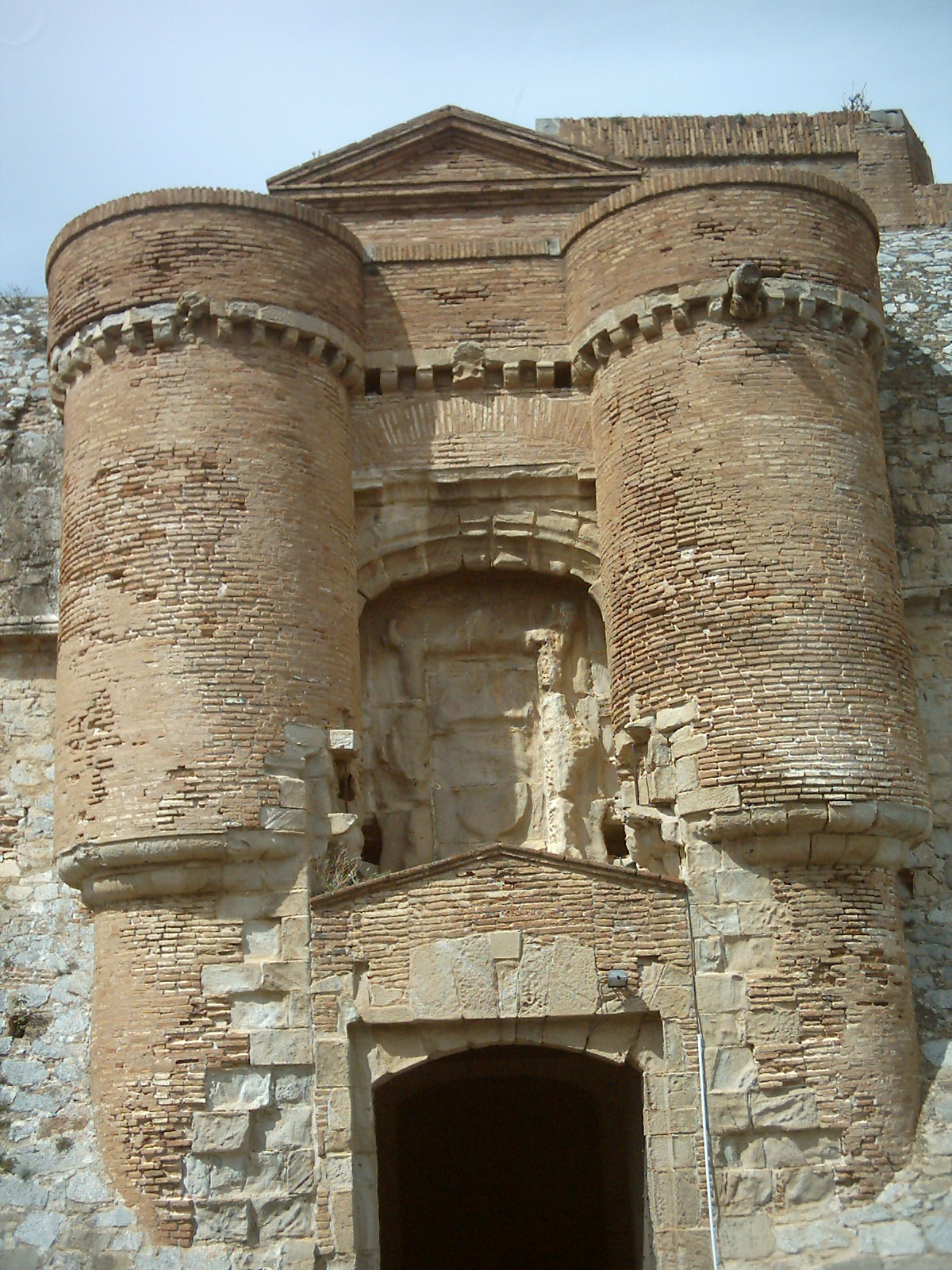
Puerta de acceso al castillo de Salses.

Durante la guerra de los Treinta Años, la guarnición se rindió en junio de 1639 al ejército de Luis XIII de Francia. A finales de ese año, entre septiembre y enero de 1640, el virrey de Cataluña, conde de Santa Coloma, logró que se rindiera la guarnición francesa que mandaba el gobernador Espenan. A pesar del éxito logrado con la operación, ello no impidió la ruptura definitiva entre los catalanes y Felipe IV de España, que desembocó pocos meses después (1640) en la Guerra de los Segadores.
Los franceses asediaron nuevamente el castillo, y el 15 de septiembre de 1642 consiguieron definitivamente el control de la fortaleza. Con el tratado de los Pirineos (1659), por el que se pone fin a la guerra entre Francia y España, se aleja la frontera francoespañola unos 50 km al sur, perdiendo gran parte de su importancia militar. Sin embargo, el mariscal Vauban, que inicialmente quería destruirlo por su posición al pie de la montaña, lo conservó y mejoró. Sirvió como prisión, en particular de dos cómplices de la famosa marquesa de Brinvilliers.
Posteriormente, fue transformado en polvorín y, durante la guerra civil española, fue utilizado como refugio.
Según el libro de Cobos, Fernando y De Castro, familia Salsas y la fortificación de transición española, esta fortaleza se construyó con ingenioso sistema contraminas, mediante pozos en cada torre o baluarte, donde se controlaba visualmente del nivel freático. Este ingenio además de alertar sobre el intento de minado, imposibilitaba su realización pues inundaba la mina. Estos autores consideran al constructor Ramiro López como un genio del Renacimiento.